# 毛四叶葎
毛四叶葎（学名：Galium bungei var. punduanoides）为茜草科拉拉藤属下的一个变种。

## 扩展阅读
- 維基物種上的相關：毛四叶葎